# Нищий и красавица
«Нищий и красавица» (фр. Une manche et la belle) — французский криминальный фильм 1957 года режиссера Анри Вернёя, экранизация романа британского писателя Джеймса Хедли Чейза «The Sucker Punch» («Коварный удар», 1954).

## Сюжет
Действие фильма происходит в Ницце. Богатая вдова Бетти Фарнвел влюбляется в симпатичного молодого, но бедного банковского служащего Филиппа Деляроша, который не равнодушен к деньгам. После их свадьбы новоиспеченный муж начинает тайный роман с привлекательной секретаршей своей жены Евой Долан, которой нравится Филипп и которая тоже не представляет жизнь без больших денег. Преступная пара любовников решает убить Бетти, чтобы завладеть её богатством.

## В ролях
Анри Видаль - Филипп Деларош
Милен Демонжо - Ева Доллан
Иза Миранда - Бетти Фарнвелл
Жан-Луп Филипп - Боб Фарнвелл